# Ryan Thomerson
Ryan Thomerson (Inglaterra, 1 de octubre de 1994) es un jugador de snooker australiano.

## Biografía
Ryan Thomerson nació en Inglaterra en 1994 y creció en la ciudad australiana de Melbourne desde que tenía 11 años. Es jugador profesional de snooker desde 2022. No se ha proclamado campeón de ningún torneo de ranking, y su mayor logro hasta la fecha fue alcanzar los treintaidosavos de final del Abierto de Gales de 2023, en los que cayó derrotado (0-4) ante Jack Lisowski. Tampoco ha logrado hilar ninguna tacada máxima.